# Biby
Biby har tidigare varit en herrgård och ett säteri i Gillberga socken, Västerrekarne härad och Eskilstuna kommun. Gården ligger tolv kilometer sydväst om Eskilstuna. Huvudbyggnaden i Biby härrör från 1600-talet och är ett av de äldsta bevarade boningshusen av trä i Södermanland.

## Historik
Biby är känt sedan 1400-talet, och tillhörde från slutet av 1500-talet och fram till 1676 ätten Stiernsköld, och därefter ätten Sparre. 1782 inköptes Biby av friherre Gustaf Celsing, och blev 1788 fideikommiss inom dennes ätt. Sedan den siste fideikommissarien ryttmästare Fredrik von Celsing avled 2008 påbörjades avvecklingen. Hans arvingar ville finansiera arvskiftet genom att försälja delar av egendomen. År 2013 köpte Johan Klingspor på Stora Sundby gården med tillhörande mark om omkring 1 200 hektar. Under 2018 meddelade Fideikommissnämnden tillstånd till skifte. Fideikommisset är därmed avvecklat.

## Turkiska samlingen

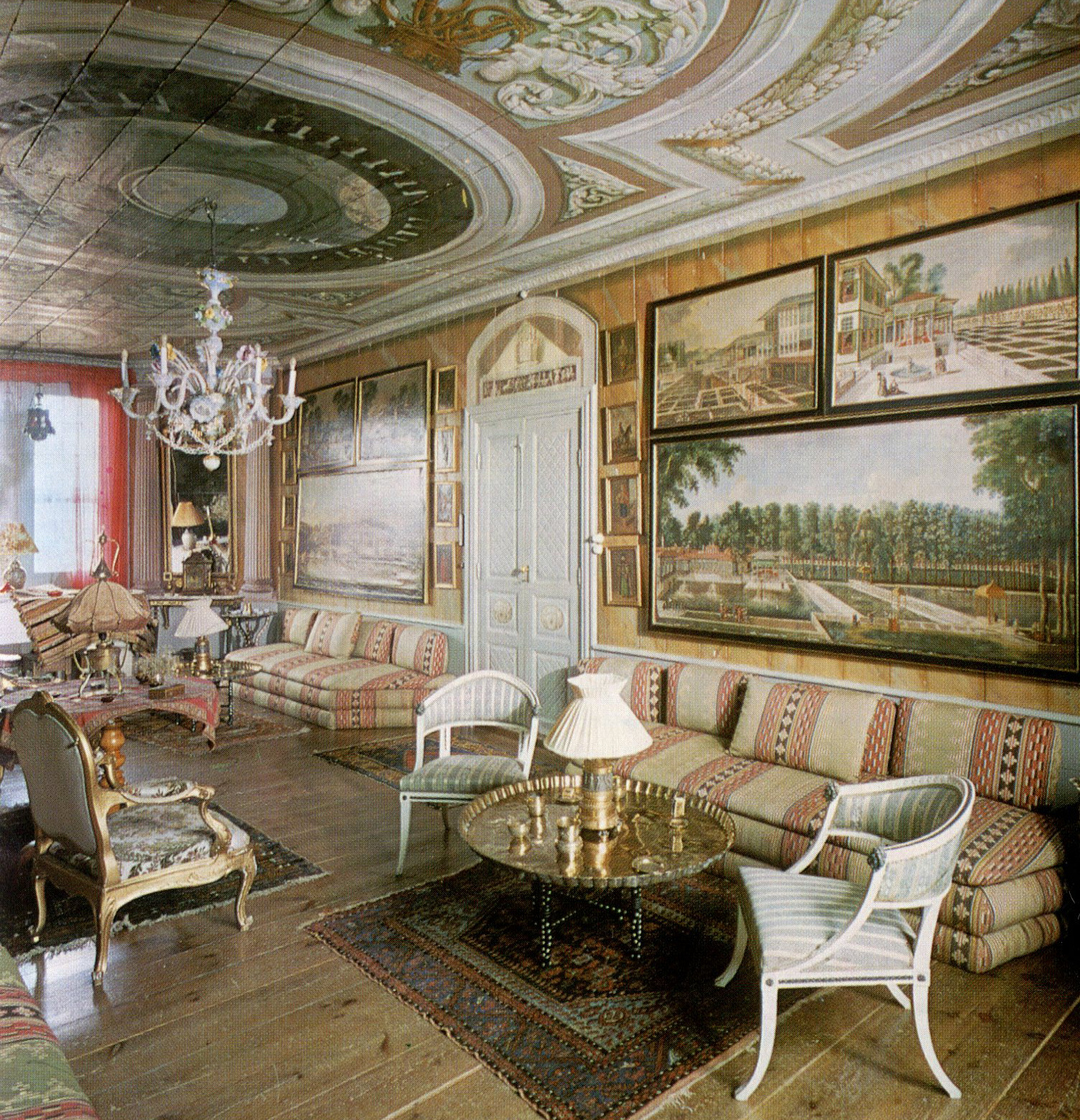
Turkiska rummet 1967.

En unik samling av turkiska tavlor och dokument från familjen Celsings tid som turkiska diplomater, den så kallade turkiska samlingen, skulle efter fideikommissets upplösning komma att säljas på den internationella marknaden. Fideikommissnämnden inhämtade synpunkter från bland annat Nationalmuseum, Riksantikvarieämbetet och Riksarkivet som i sina remissvar menade att samlingen borde stanna i Sverige. Nämnden överlämnade därefter ärendet till regeringen. Regeringen beslutade dock att staten inte skulle lösa in den turkiska samlingen. Däremot beslutade regeringen  att staten skulle lösa in det beskickningsarkiv som ingått i fideikommisset. Den turkiska samlingen finns nu i Qatar.

### Ägarelängden

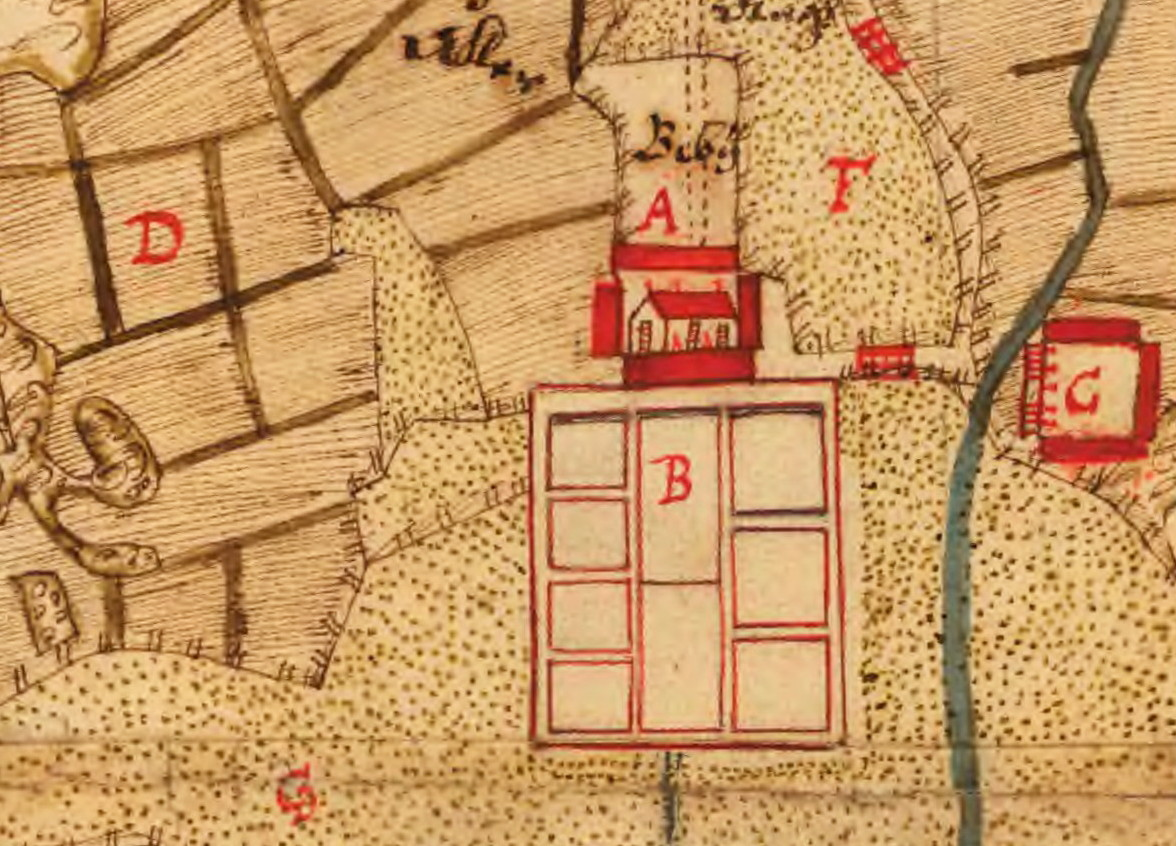
Huvudbebyggelsen 1685.

- 1500-tal – Claes Göransson Stiernsköld
- 1611 – Nils Stiernsköld
- 1627 – Claes Stiernsköld
- 1676 – Hans dotter Elisabet Anna
- 1692 – Jogan Lohe (genom köp)
- 1704 – Hans arvingar
- 1741 – Hans svärson (genom inlösen)
- 1782 – Gustaf och Ulrik Celsing (genom köp)
- 1805 – Deras brorson Lars Gustaf Celsing
- 1810 – Sonen Lars Gustaf von Celsing
- 1881 – Sonen Petrus Fredrik von Celsing
- 1904 – Sonen Elof Fredrik von Celsing
- 1952 – Sonen Fredrik Elof von Celsing
- 2013 – Johan Klingspor

### Interiörbilder (1960-tal)

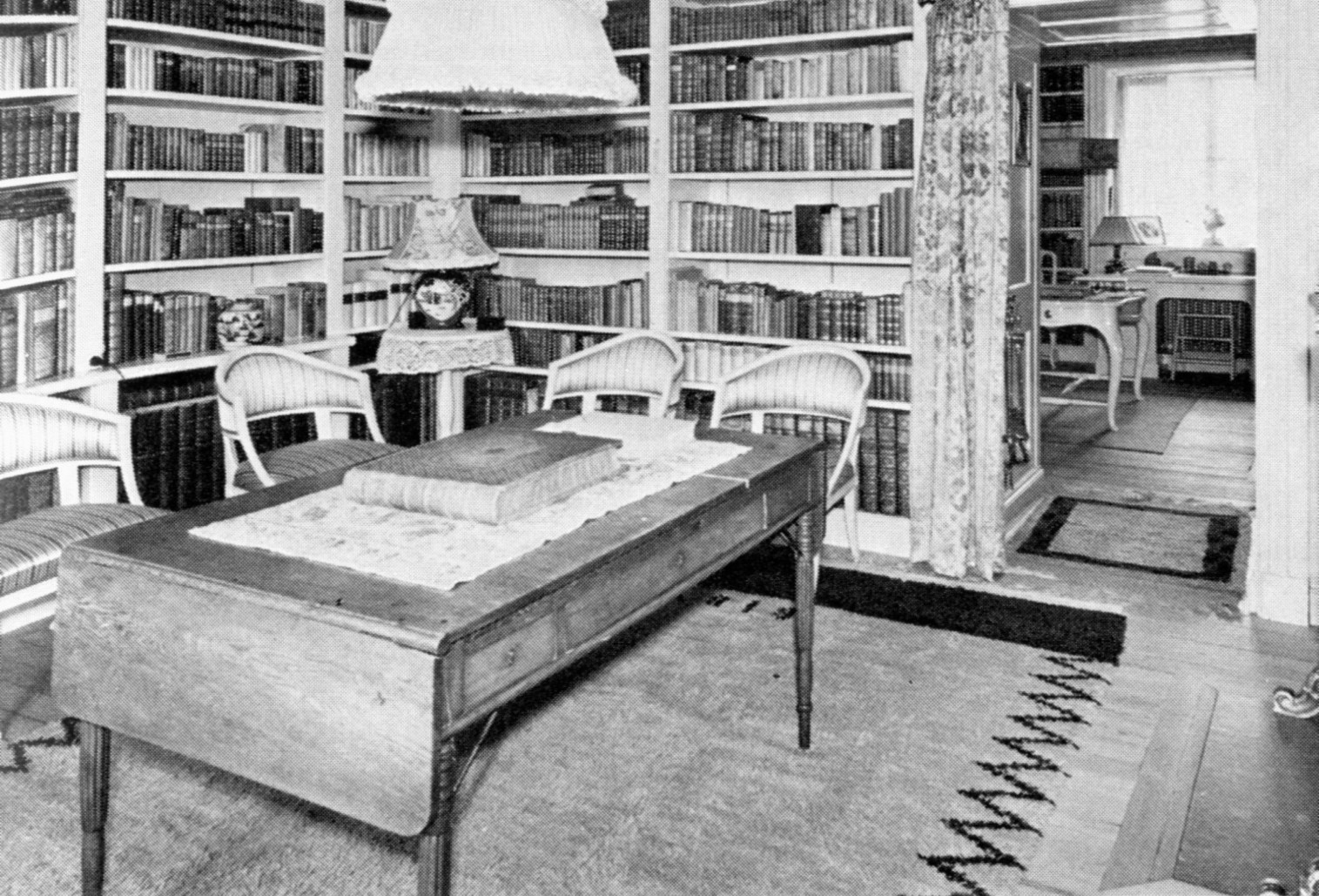
Fideikommisbibliotekt.
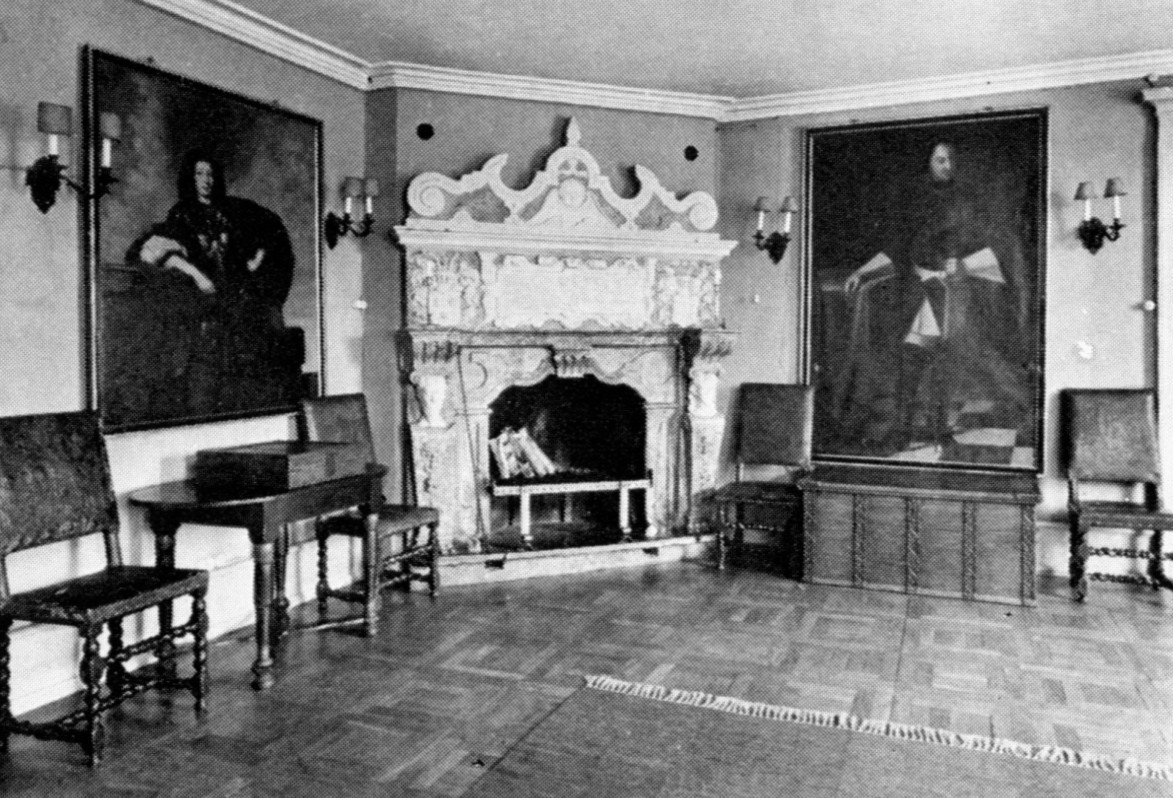
Matsalen.
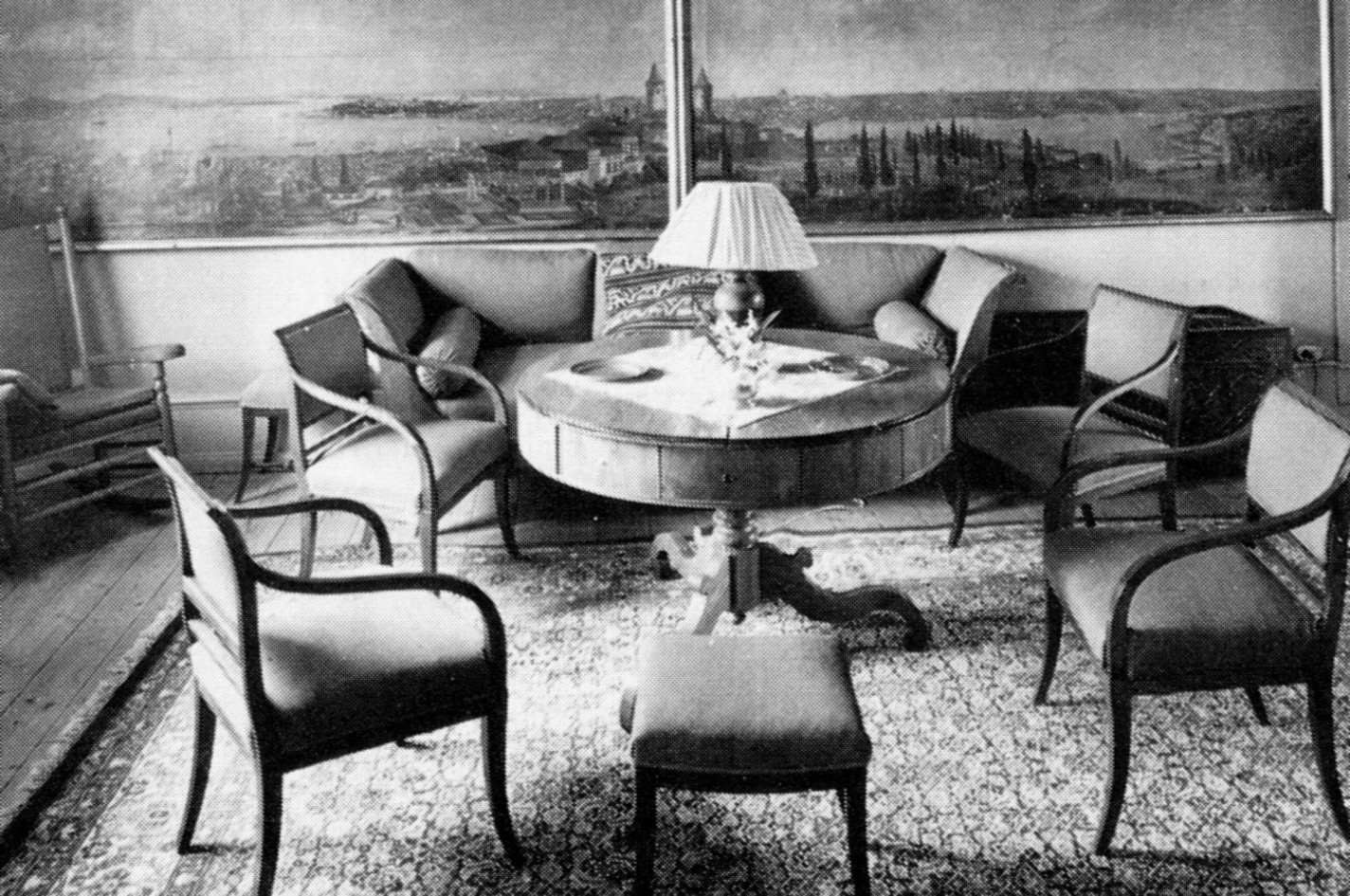
Vardagsrummet.
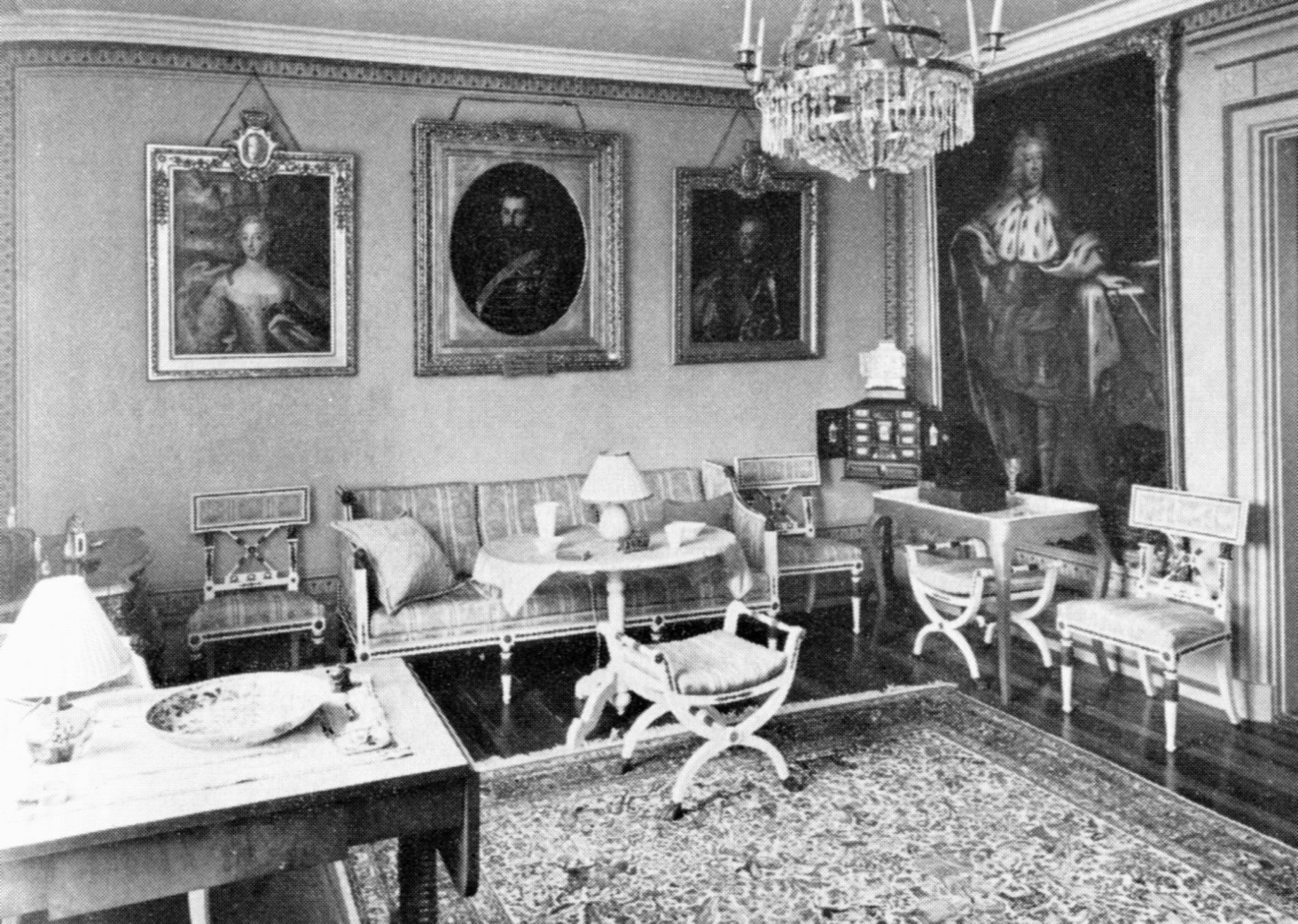
Förmak i övre våningen.

## Bebyggelsen
Huvudbyggnaden är en rödmålad träbyggnad i två våningar under ett säteritak. Huset uppfördes troligen 1606, kanske ännu tidigare och har bland annat en välbevarad renässansspis som bär årtalet 1606. Den utgjorde då södra flygel till en huvudbyggnad som försvann i slutet av 1600-talet. Vid utfarten från godset som kantas av en allé ligger två rödfärgade flyglar med sadeltak. De är av senare datum och användes som arbetarbostäder. Öster och väster om dessa finns ytterligare äldre boningshus och ekonomibyggnader tillkomna under olika perioder. Bakom huvudbyggnaden står två loftbodar som flyttats hit från Järshammar och Västra Fyrby i Öja socken. Smedjan och snickarstugan är uppförda 1858 och murade i slaggsten.

### Exteriörbilder

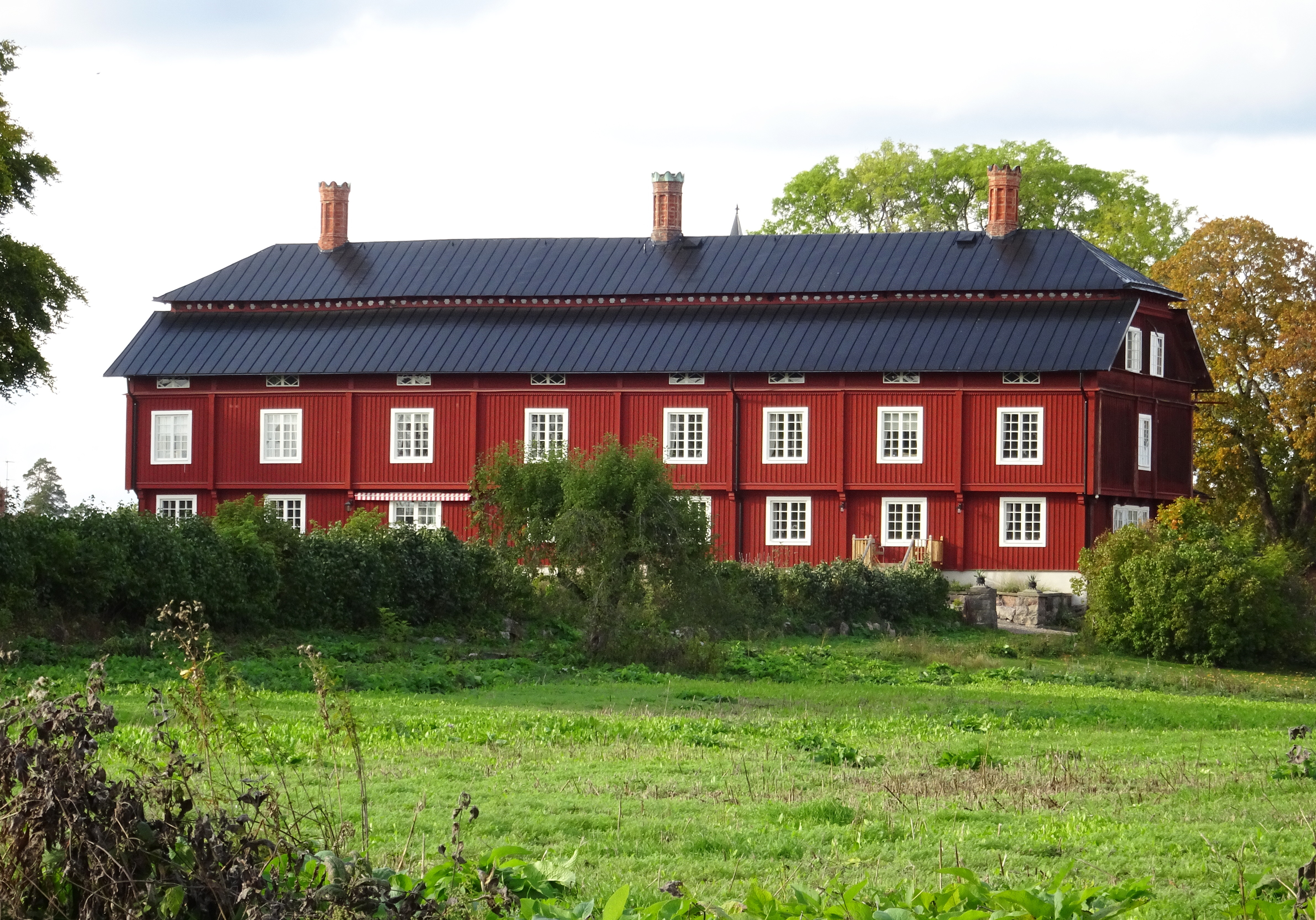
Fasad mot söder.
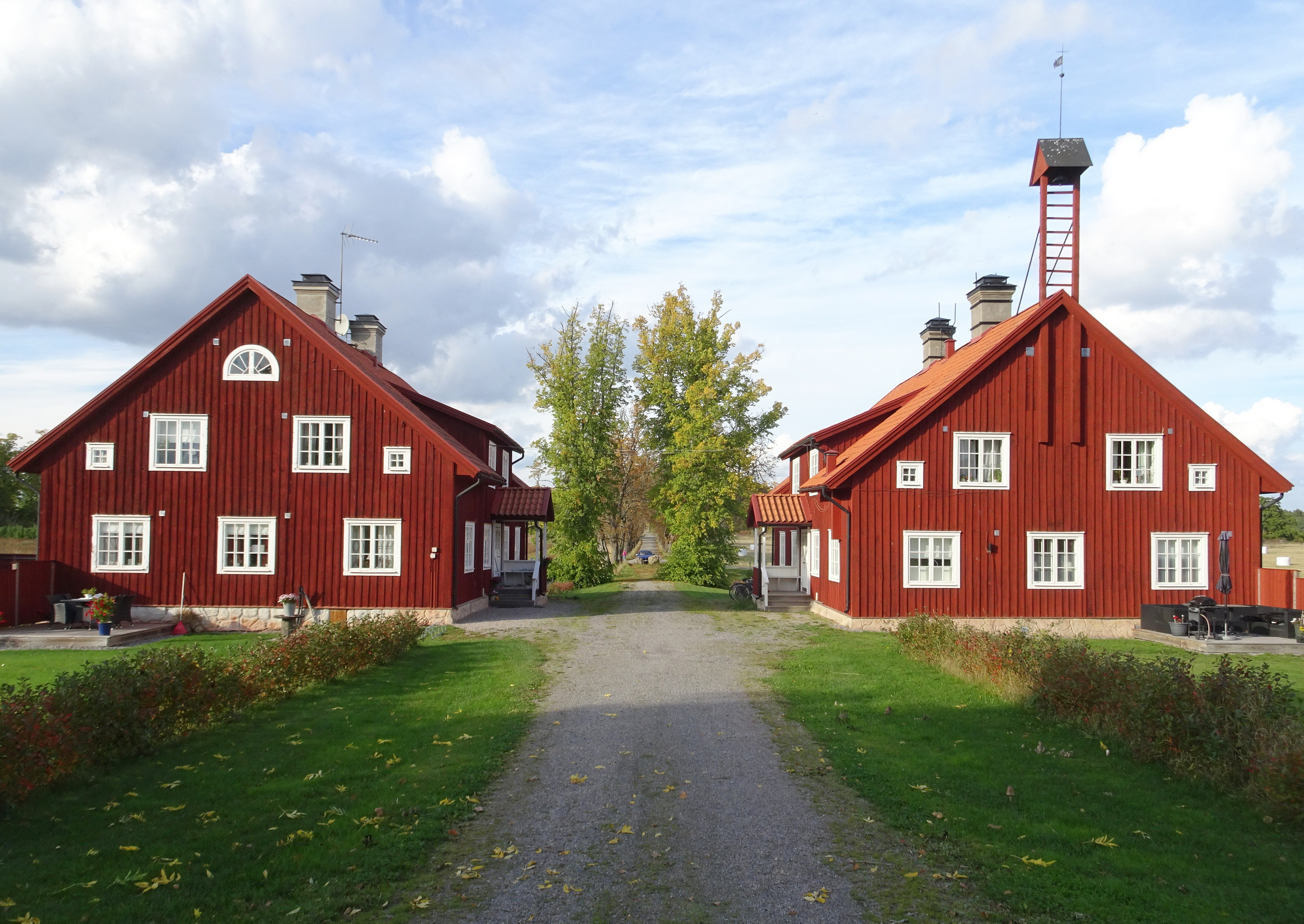
F.d. arbetarbostäder.
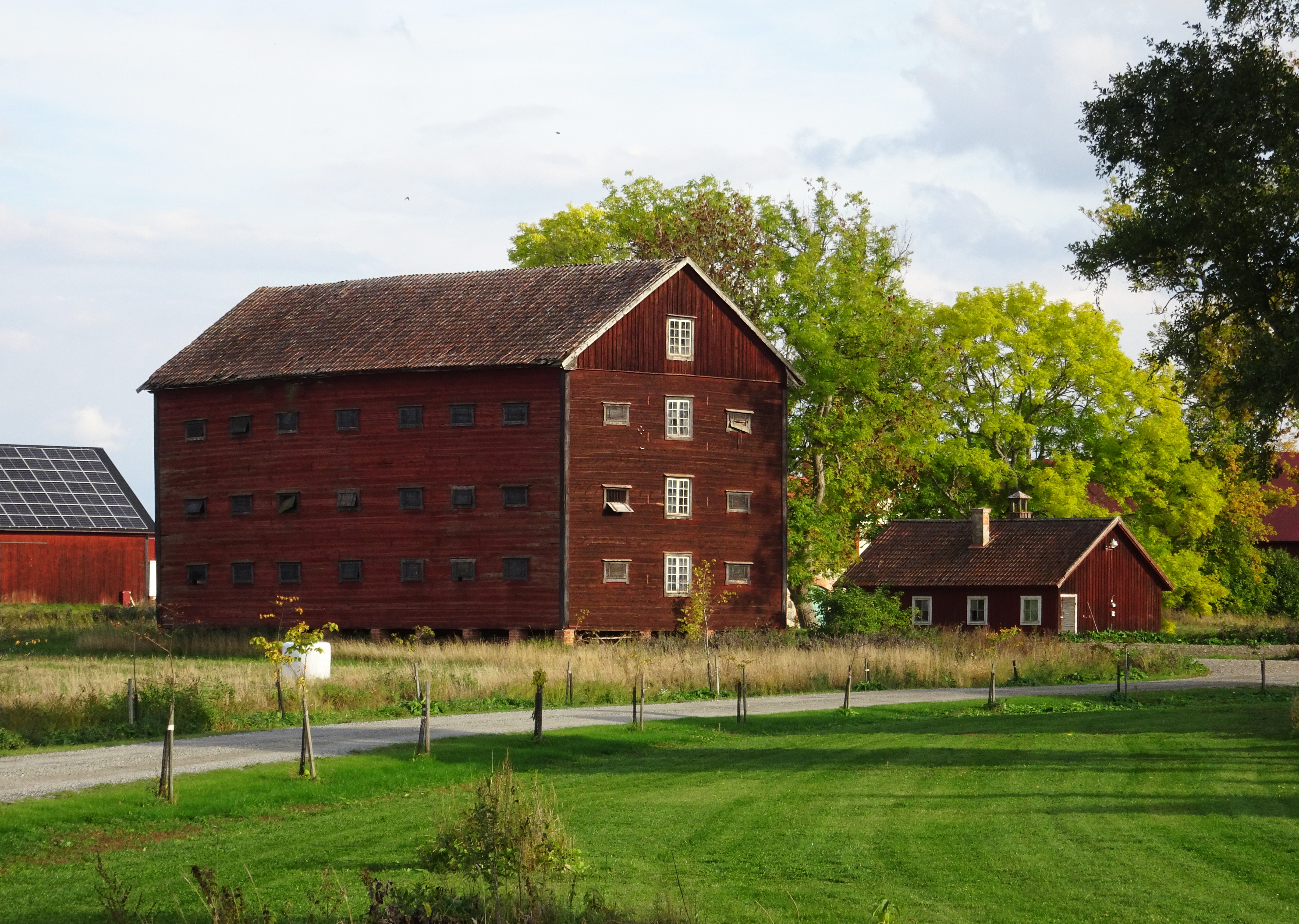
Magasin.
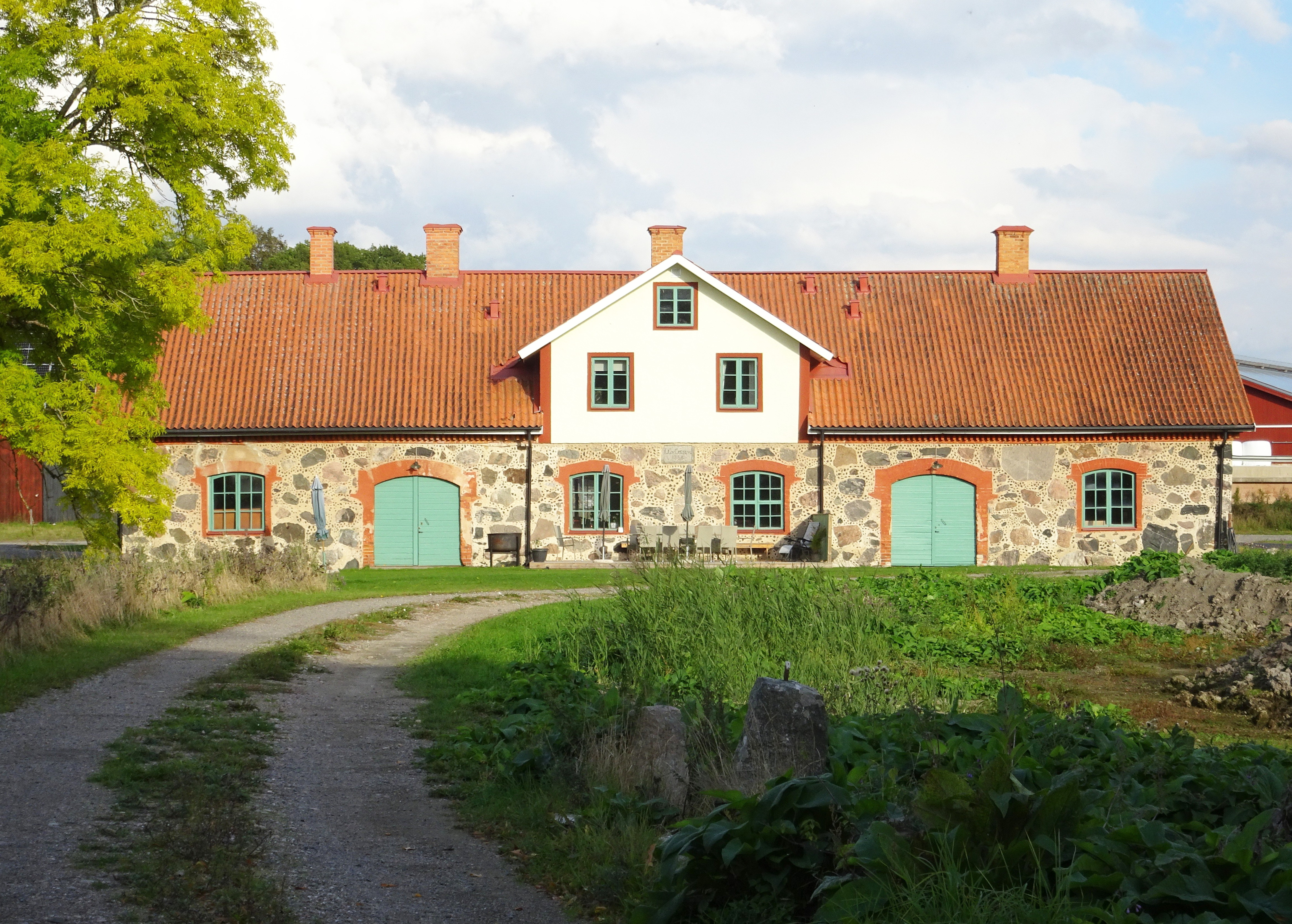
Stenstallet.